# Cuentos de un futuro imperfecto
Cuentos de un futuro imperfecto es una serie de cómic de ciencia ficción, obra del autor español Alfonso Font.

## Trayectoria editorial
Cuentos de un futuro imperfecto fue la segunda serie de Font como autor completo, tras Historias negras, publicada en la revista "Creepy", también de Toutain Editor.
La serie se publicó originalmente en la revista "1984" con el siguiente orden:
| Título                              | Publicación          |
| ----------------------------------- | -------------------- |
| Tanatos-1 vuelve a casa             | "1984" n.º 22, 1980  |
| Lluvia                              | "1984” n.º 23, 1980  |
| La gran empresa                     | "1984” n.º 24, 1980  |
| Stock                               | "1984” n.º 25, 1980  |
| La caza                             | "1984” n.º 27, 1980  |
| Como una plaga                      | "1984” n.º 28, 1981  |
| Ciberiada                           | "1984” n.º 29, 1981  |
| El último enemigo                   | "1984” n.º 30, 1981  |
| El beso                             | "1984” n.º 32, 1981  |
| El limpiador                        | "1984” n.º 34, 1981  |
| Ojos verdes                         | "1984” n.º 35, 1981  |
| Control Tierra a su servicio, señor | "1984” n.º 36, 1981  |
| El cerco                            | "1984” n.º 38, 1981) |

En el episodio titulado Lluvia, aparecieron por primera vez los que serían los protagonistas de su propia serie en 1982: Clarke y Kubrick, Espacialistas Ltd. 
Norma Editorial recopiló Cuentos de un futuro imperfecto en un álbum monográfico en 1990.